# Ministère des Sports et de l'Éducation physique
Le ministère des Sports et de l'Éducation physique (MINSEP) est l'instance gouvernementale chargée des questions d'administration sportive au Cameroun. Cette institution politique encadre la formation des sportifs professionnels et amateurs jouant tant en individuel qu'en collectif. Le MINSEP est le ministère de tutelle des fédérations sportives.

## Description
Il est garant de la politique sportive nationale et assure les relations avec les instances sportives mondiales à l'instar de la Confédération africaine de football (CAF), de la FIFA, du CIO, etc. Le MINSEP est responsable de l'organisation de la participation du Cameroun aux évènements sportifs internationaux de grande envergure tels que la Coupe d'Afrique des nations de football, la Coupe du monde de football, les Jeux olympiques ou les Jeux paralympiques, etc.
Cette entité ministérielle est chargée de l'accompagnement de tous les championnats sportifs locaux et de la formation des futures générations de leaders sportifs. Le MINSEP encadre les activités d'accès au sport pour tous à travers l'Institut national de la jeunesse et des sports (INJS).

## Histoire
Le mouvement sportif camerounais a bénéficié d'un organisme gouvernemental en propre depuis juin 1970. Michel Njiensi est le premier homme politique camerounais à être nommé ministre de la Jeunesse et des Sports. Juste après la déclaration d'indépendance en 1960 du Cameroun français, la politique sportive était implémentée par le ministère de l'Éducation, de la Jeunesse et de la Culture.
La création du MINSEP est réalisée par décret no 2004/309 du 8 décembre 2004 portant organisation du gouvernement.